# Austra Skujyte
Austra Skujyte (Biržai, Lituania, 12 de agosto de 1979) es una atleta lituana, especializada en la prueba de heptatlón en la que llegó a ser subcampeona olímpica en 2004.

## Carrera deportiva
En los JJ. OO. de Atenas 2004 ganó la medalla de plata en la competición de heptalón, con un total de 6435 puntos, quedando en el podio tras la sueca Carolina Klüft y por delante de la británica Kelly Sotherton.